# Global Icon
Global Icon (hangul: 글로벌아이콘, muitas vezes estilizado como GI), foi um grupo feminino sul-coreano formado pela Simtong Entertainment em 2013. Elas lançaram seu single de estreia Beatles em 3 de abril de 2013. Originalmente, o conceito do grupo era descrito como "menina moleque" pelo fato das integrantes terem cabelos curtos e atitudes masculinas, porém após a mudança na formação, o grupo fez seu retorno com conceito feminino e sexy.

## História

### 2013: Estréia,Because of Youe controvérsia deDon't Lie
O grupo foi anunciado em 20 de março de 2013, e imagens teaser foram divulgados revelando os membros do grupo. Foi revelado que elas assumiriam um novo conceito diferente do que os girl groups costumam ter.
Depois disso, um teaser musical revelou as rappers, OneKet e AI, seguido de um vídeo para as vocalistas Eunji, Hayeon e Aram, e um vídeo do grupo completo. O grupo lançou seu single de estréia Beatles em 3 de abril de 2013, juntamente com seu vídeo musical. Elas fizeram sua estréia no Show Champion no mesmo dia.
Em 1 de julho de 2013, a Simtong Entertainment lançou fotos promocionais de álbuns para o próximo single digital, Because of You. Because of You deveria ser lançado no dia 3 de julho (com o lançamento do primeiro mini-álbum do Global Icon), mas o single foi adiado para 30 de agosto devido a problemas de agendamento.
O grupo também foi escolhido para se tornar um modelo para o "94Street", um restaurante coreano. Isso atraiu algumas críticas dos fãs, já que o restaurante apresenta as membros vestidas com roupas extravagantes, algo que significou que o grupo estava se desviando do seu conceito original "infantil".
O grupo anunciou que eles estarão retornando em outubro daquele ano com a música Don't Lie, mas a música foi considerada "imprópria" por todas as principais redes e elas foram forçadas a ir com Giyeuk como seu retorno em vez disso.

### 2014-2015: Mudanças na formação e comeback mal recebido
Em 25 de junho de 2014, foi anunciado pela Global Icon International Fanclub que Aram decidiu deixar o grupo Isso ocorreu após cerca de dois meses de inatividade em suas redes sociais. O representante da Simtong Entertainment disse inicialmente ao Global Icon International Fanclub que "a saída da Aram do Global Icon e nossa agência está em discussão", mas depois revelou que "Global Icon ficará como um grupo de 5 membros e em vez de Aram, um novo membro será adicionado em seu lugar." Também foi anunciado que o grupo está se preparando para um retorno com o novo membro, e ela provavelmente estará assumindo a posição de Aram como vocalista principal. O membro Hayeon enviou uma foto no Twitter em 19 de junho mostrando as meninas que praticam, incluindo duas garotas desconhecidas.
Em 14 de novembro de 2014, foi revelado através da página oficial do grupo que Hayeon também havia deixado o grupo (em agosto), deixando o futuro do grupo em dúvida, embora tenha sido anunciado em janeiro de 2015 que o grupo faria um retorno.
Em 24 de fevereiro de 2015, o Delta da AlphaBat fez uma postagem em sua conta Instagram declarando que a GI lançaria seu terceiro single em 25 de fevereiro. No dia seguinte, o membro OneKet, revelou ter apresentado um processo de rescisão de contrato contra Simtong Entertainment citando a má gestão, e a gravadora respondeu com a afirmação de que a OneKet e Aram haviam violado seus contratos.
Em 29 de junho, a Simtong Entertainment lançou vídeos individuais para apresentar os três novos membros: Dokyung, Jiamin e Heeso. O grupo fez seu retorno com a nova formação em 2 de setembro, surpreendendo os fãs devido à sua mudança abrupta do conceito "menino moleque" de que o grupo era conhecido. Nem o vídeo da música nem a música foram bem recebidos, com os comentadores dizendo que as imagens do vídeo eram "risíveis, inapropriadas e insípidas".

### 2016: Fim do grupo
Em 28 de março, Eunji anunciou sua saída do grupo através de um tweet que dizia: Todos os que amavam e apoiam o Global Icon, muito obrigado, sinceramente...Fiquei tão feliz. Voltarei com um novo visual. Ao mesmo tempo, Dokyung apagou todos os seus tweets, levando a especulações de que o grupo se separado.

## Ex-Integrantes
- Hayeon (em coreano:  하연), nascida Jeon Hayeon (em coreano:  전하연) em 17 de dezembro de 1990 (34 anos) em Seul, Coreia do Sul.
- Heeso (em coreano:  희소), nascida Moon Jinsil (em coreano:  문진실) em 8 de janeiro de 1991 (34 anos) em Seul, Coreia do Sul.
- Dokyung (em coreano:  도경), nascida Han Dokyung (em coreano:  한도경) em 23 de janeiro de 1991 (34 anos) em Seul, Coreia do Sul.
- One Ket (em coreano:  원캣), nascida Won Yeonjoo (em coreano:  원연주) em 21 de junho de 1991 (33 anos) em Seul, Coreia do Sul.
- Jiamin (em coreano:  지아민), nascida Lim Bomin (em coreano:  임보민) em 16 de fevereiro de 1992 (33 anos) em Seul, Coreia do Sul.
- Eunji (em coreano:  은지), nascida Jung Eunji (em coreano:  정은지) em 9 de junho de 1992 (32 anos) em Gwangju, Coreia do Sul.
- Nayeon (em coreano:  나연), nascida Kim Nayeon (em coreano:  김나연) em 1 de março de 1993 (32 anos) em Seul, Coreia do Sul.
- Ahram (em coreano:  아람), nascida Lee Ahram (em coreano:  이아람) em 26 de abril de 1993 (31 anos) em Busan, Coreia do Sul.

## Discografia
Singles
| Ano  | Detalhes do álbum | Melhores posições nas paradas | Lista de faixas                             | Vendas           |
| Ano  | Detalhes do álbum | KOR                           | Lista de faixas                             | Vendas           |
| ---- | --- | ----------------------------- | ------------------------------------------- | ---------------- |
| 2013 | "BEATLES" - Lançamento: 3 de abril de 2013 - Língua: Coreano - Duração: 06:42 - Gravadora: Shimtong Entertainment - Formatos: CD, download digital | 158                           | 1. BEATLES 2. BEATLES (remix de BeatBurger) | 10.561 (digital) |